# Taiwan-Kirsche
Die Taiwan-Kirsche (Prunus campanulata) ist eine Pflanzenart aus der Gattung Prunus. Sie ist von Taiwan und Japan über China bis Vietnam verbreitet.

## Beschreibung

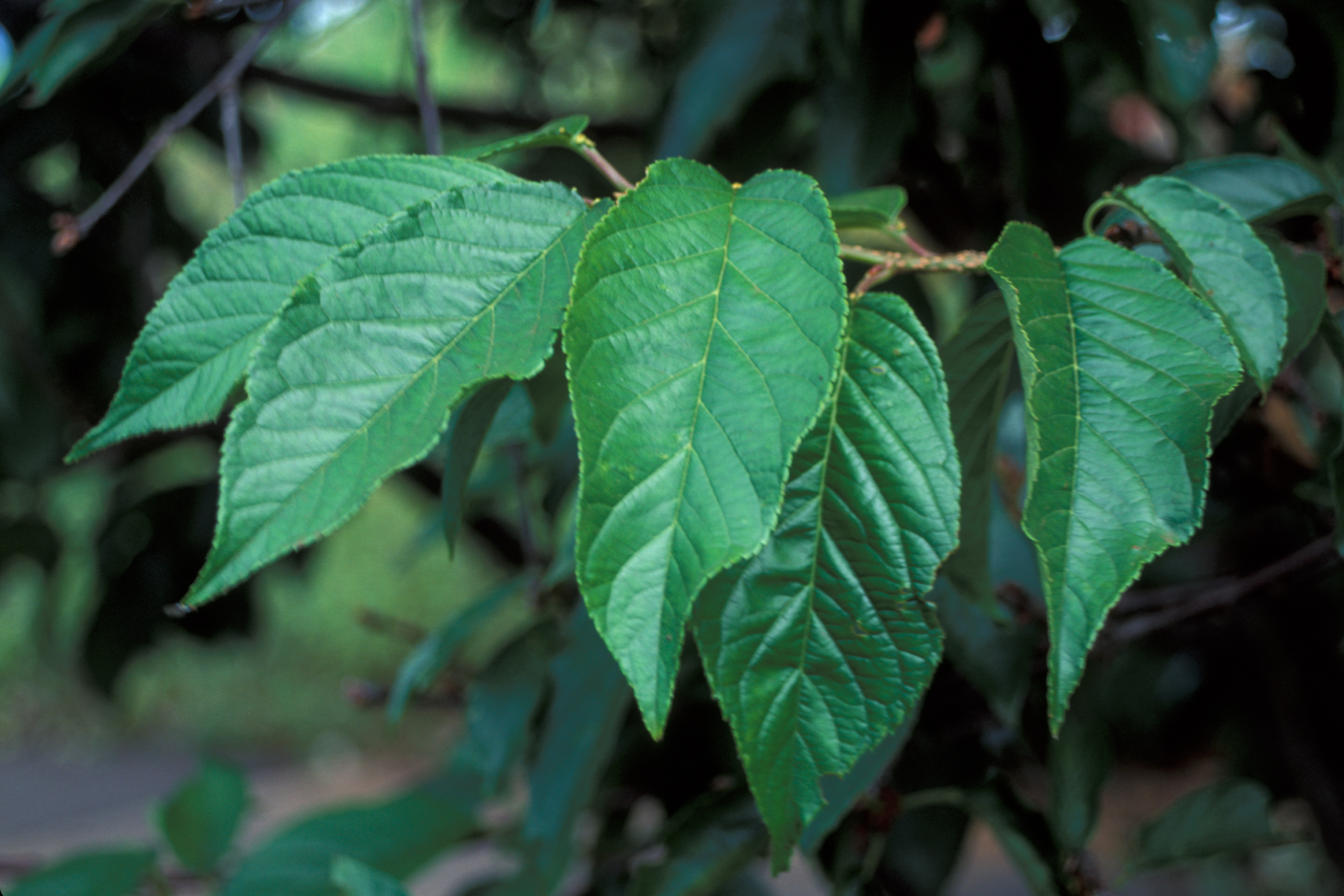
Zweig mit einfachen, gesägten Laubblättern

### Vegetative Merkmale

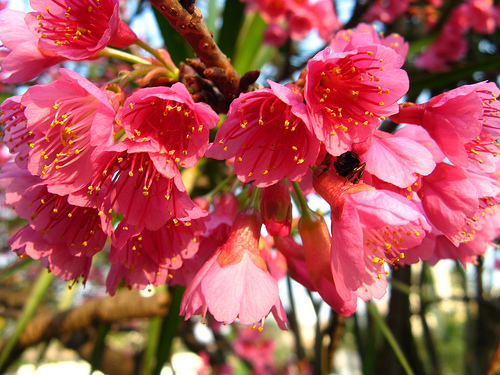
Zweig mit fünfzähligen Blüten, die glockenförmigen Blütenbecher sind gut zu erkennen.

Prunus campanulata wächst als kleiner Baum oder Strauch und erreicht Wuchshöhen 3 bis zu 8 Meter. Die Borke ist schwärzlich-braun. Die Rinde der Zweige ist anfangs grün und unbehaart, später gräulich-braun bis purpurfarben-braun. Die Winterknospen sind eiförmig und kahl.
Die wechselständigen Laubblätter sind in Blattstiel und Blattspreite gegliedert. Der kahle Blattstiel weist eine Länge von 8 bis 13 Millimeter auf und besitzt im oberen Bereich zwei Nektardrüsen. Die einfache Blattspreite ist mit einer Länge von 4 bis 7 cm und einer Breite von 2 bis 3,5 cm eiförmig, eiförmig-elliptisch bis verkehrt-eiförmig-elliptisch und endet zugespitzt. Der Blattrand ist mehr oder weniger deutlich unregelmäßig gesägt. Es sind acht bis zwölf Seitennerven auf jeder Seite des Hauptnerves vorhanden. Die Blattspreite kahl oder besitzt an den Verzweigungen der Nerven Büschel von Trichomen. Die zwei Nebenblätter fallen ab.

### Generative Merkmale
Die elliptischen Knospenschuppen sind etwa 5 Millimeter lang, etwa 3 Millimeter breit und auf beiden Flächen angedrückt, zottig behaart. Der Blütenstandsschaft ist 2 bis 3 Millimeter lang. In einem doldigen Blütenstand stehen zwei bis fünf Blüten zusammen. Die 1,5 bis 2 mm großen Hochblätter sind meist braun oder selten grünlich-braun und besitzen einen drüsig gesägten Rand. Der kahle oder spärlich flaumig behaarte Blütenstiel weist eine Länge von 1 bis 1,3 cm auf und wächst bis zur Fruchtreife bis auf eine Länge von 1,5 bis 2,5 cm.
Die zwittrigen, radiärsymmetrischen, fünfzähligen Blüten weisen einen Durchmesser von 1,5 bis 2 cm auf und öffnen sich vor der Laubentfaltung. Der kahle oder sehr spärlich behaarte Blütenbecher (Hypanthium) ist glockenförmig, an seiner Basis etwas angeschwollen, etwa 6 Millimeter lang und etwa 3 Millimeter breit. Die fünf noch auf der Frucht erkennbaren Kelchblätter sind länglich, etwa 2,5 Millimeter lang und besitzen einen glatten Rand. Die fünf rosafarbenen und an ihrer Basis dunkleren, freien Kronblätter sind verkehrt-eiförmig-länglich. Es sind etwa 36 bis 41 Staubblätter vorhanden. Der kahle Griffel ist länger oder selten kürzer als die Staubblätter.
Die bei Reife rote Steinfrucht ist mit etwa 10 × 5 bis 6 Millimeter eiförmig. Das Endokarp beziehungsweise der Steinkern ist grubig geformt. Die Früchte reifen von April bis Mai.
Die Blütezeit reicht von Januar bis April.
Die Chromosomenzahl beträgt 2n = 16, seltener 24.

## Vorkommen
Die Taiwan-Kirsche ist auf Taiwan, Japan, Vietnam und in den chinesischen Provinzen Fujian, Guangdong, Guangxi, Hainan, Hunan und Zhejiang beheimatet.
Die erst 2007 neu beschriebene Varietät Cerasus campanulata var. wuyiensis X.R.Wang, X.G.Yi & C.P.Xie ist ein Endemit in Wuyishan in der chinesischen Provinz Fujian. Sie gedeiht in Immergrünen Wäldern in Höhenlagen von etwa 900 Meter. Es wurde bisher noch keine Name innerhalb der Gattung Prunus veröffentlicht und in der Flora of China sind die Untergattungen im Rang von Gattungen veröffentlicht.

## Nutzung
Die Taiwan-Kirsche wird in Mitteleuropa nur selten als Zierpflanze genutzt (z. B. im Kurpark Badenweiler), da sie nur wenig winterhart ist. Häufiger zu finden sind die frostharten Hybriden 'Okame' (Prunus campanulata × Prunus incisa), ein zierlicher Strauch, und 'Shosar' (Prunus campanulata × Prunus sargentii) mit säulenförmigem Wuchs.